# Listă de formații punk, L–Z
Aceasta este o listă de fomații punk rock notabile (denumirile cărora începe cu litere dintre L și Z). Formațiile enumerate au interpretat un anumit tip de muzică punk, la un moment dat din cariera lor, deși acestea poate interpretau de asemenea și alte stiluri. Trupe care au interpretat într-un stil care a influențat punk-rock precoce, cum ar fi garage rock și protopunk—dar niciodată nu au cântat punk rock curat, nu ar trebuie să fie incluse în această listă. Formații care au cântat în genuri influențate de (dar nu subgenuri) punk rock — ca alternative rock, crossover thrash, grunge, metalcore, New Wave, și post-punk—dar niciodată nu au cântat punk rock, nu trebuie să fie listate aici. 

## L
| Formația                          | Origine                                   | Ani activi                              | Descriere sumară |
| --------------------------------- | ----------------------------------------- | --------------------------------------- | --- |
| L7                                | Los Angeles, California, SUA              | 1985–2001                               | |
| Lagwagon                          | Goleta, California, SUA                   | 1990–prezent                            | A pop punk band discovered by NOFX frontman Fat Mike, who signed them to his label Fat Wreck Chords.                                                                       |
| Lard                              | Chicago, Illinois, SUA                    | 1989–2000                               | A hardcore punk/industrial band formed by Jello Biafra. |
| Lars Frederiksen and the Bastards | Campbell, California, SUA                 | 2001–04                                 | A street punk band with songs about drinking, fighting, drugs, sex, and other aspects of street life. Led by Rancid's lead guitarist, Lars Frederiksen.                    |
| Lash                              | Perth, Western Australia, Australia       | 1996–2003                               | |
| Latex Generation                  | New York City, New York, SUA              | 1990-99                                 | |
| Latterman                         | Huntington Station, New York, SUA         | 2000–07                                 | |
| The Lawrence Arms                 | Chicago, Illinois, SUA                    | 1999–prezent                            | A punk rock trio. |
| Leatherface                       | Sunderland, Tyne and Wear, Anglia         | 1988–prezent                            | |
| Leathermouth                      | New Jersey, SUA                           | 2007–prezent                            | A hardcore punk side-project of Frank Iero, guitarist of My Chemical Romance.                                                                                              |
| Lemuria                           | Buffalo, New York, SUA                    | 2004–prezent                            | |
| Letter Kills                      | California, SUA                           | 2002–06                                 | |
| Le Shok                           | Long Beach, California, SUA               | 1997–2001                               | |
| Le Tigre                          | New York City, New York, SUA              | 1998–2008                               | An electroclash/dance-punk band formed by Kathleen Hanna. |
| Left Alone                        | Wilmington, California, SUA               | 1996–prezent                            | A street punk band with a considerable influence from Rancid. |
| The Leftovers                     | Brisbane, Australia                       | 1976–1979, 1983                         | A Brisbane punk rock group |
| The Leftovers                     | Portland, Maine, SUA                      | 2002–prezent                            | |
| Leftöver Crack                    | New York City, New York, SUA              | 2000–prezent                            | A political crust punk band with members of ska punk band Choking Victim                                                                                                   |
| Legal Weapon                      | Los Angeles, California, SUA              | 1981–prezent                            | Hardcore band with female vocals. |
| The Lemonheads                    | Boston, Massachusetts, SUA                | 1986-97, 2005–prezent                   | |
| Less Than Jake                    | Gainesville, Florida, SUA                 | 1992–prezent                            | An American ska punk band. |
| Lesser of Two                     | Fort Walton Beach, Florida, SUA           | 1989–2002                               | |
| Let's Go Bowling                  | Fresno, California, SUA                   | 1986–prezent                            | |
| Life After Life                   | San Francisco, California, SUA            | 1993-98                                 | |
| Life's Blood                      | New York, New York, SUA                   | 1987-89                                 | |
| Lifetime                          | New Brunswick, New Jersey, SUA            | 1990–97, 2005–prezent                   | |
| Limp                              | San Francisco Bay Area, California, SUA   | 1996–2002                               | |
| Limp Wrist                        | Albany, New York, SUA                     | 1998–prezent                            | A hardcore/queercore band. |
| Link 80                           | San Francisco Bay Area, California, SUA   | 1994–2002                               | An American skacore group who's lead singer, Nick Traina committed suicide.                                                                                                |
| Litmus Green                      | California, SUA                           | 1991-2011                               | |
| LiveonRelease                     | Vancouver, British Columbia, Canada       | 2000–03                                 | An all female pop punk band. |
| The Living End                    | Melbourne, Australia                      | 1994–prezent                            | |
| Living with Lions                 | Vancouver, British Columbia, Canada       | 2006–prezent                            | |
| Lobotomia                         | São Paulo, Brazilia                       | 1984-92, 2005–prezent                   | |
| Lockjaw                           | Anglia                                    | 1977-78                                 | |
| The Locust                        | San Diego, California, SUA                | 1994–prezent                            | A hardcore punk/noisecore band and one of the first artists on Three One G Records.                                                                                        |
| Lolita No.18                      | Japonia                                   | 1989–prezent                            | |
| London                            | Londra, Anglia                            | 1976–78                                 | |
| London PX                         | Londra, Anglia                            | 1979–82, 2007–prezent                   | |
| London SS                         | Londra, Anglia                            | 1975–76                                 | |
| Long Beach Dub Allstars           | Long Beach, California, SUA               | 1997–2002                               | |
| Long Beach Shortbus               | Long Beach, California, SUA               | 2002-07                                 | |
| Look Back and Laugh               | Oakland, California, SUA                  | 2004-07                                 | |
| Los Pogos                         | Satu Mare, formed in Cluj-Napoca, România | 2002-prezent                            | Los Pogos is a Transylvanian multi-ethnic punk band that sings in Hungarian, Romanian and English. They are characterized by anti-power, anti-police, anti-discrimination. |
| Love Equals Death                 | Petaluma, California,USA                  | 2003–2009                               | |
| Love You to Death                 | Toronto, Ontario, Canada                  | 1999–prezent                            | A Canadian powerpop pop punk band formerly known as The Pettit Project |
| The Loved Ones                    | Philadelphia, Pennsylvania, SUA           | 2003–prezent                            | |
| The Low Budgets                   | Philadelphia, Pennsylvania, SUA           | 2000-08                                 | |
| Lower Class Brats                 | Austin, Texas, SUA                        | 1995–prezent                            | An American punk rock band highly influenced by the movie A Clockwork Orange.                                                                                              |
| Ludichrist                        | New York, New York, SUA                   | 1984-89                                 | |
| Ludwig von 88                     | Paris, Franța                             | 1983–99                                 | |
| Lumen                             | Ufa, Rusia                                | 1998–prezent                            | |
| The Lurkers                       | Uxbridge, Londra de Vest, Anglia          | 1976–79, 1982–84, 1987–94, 1996–prezent | |

## M
| Formația                      | Origine                                 | Ani activi                       | Descriere sumară |
| ----------------------------- | --------------------------------------- | -------------------------------- | --- |
| Mad Caddies                   | Solvang, California, SUA                | 1995–prezent                     | |
| Mad Sin                       | Germania                                | 1987–prezent                     | |
| Mad Virgins                   | Bruxelles, Belgia                       | 1977–prezent                     | |
| Magnapop                      | United States                           | 1989–1997, 2002–prezent          | Alternative rock/pop punk group who charted the singles "Slowly, Slowly" and "Open the Door" |
| Make Do and Mend              | West Hartford, Connecticut, SUA         | 2006–prezent                     | |
| Malice                        | Crawley, Sussex, Anglia                 | 1976                             | |
| Malignus Youth                | Sierra Vista, Arizona, SUA              | 1987–94, 1999–2001               | |
| Man Alive                     | Ierusalim, Israel                       | 1999–prezent                     | |
| Manic Hispanic                | Orange County, California, SUA          | 1992–prezent                     | |
| Man Is the Bastard            | Claremont, California, SUA              | 1990-97                          | |
| Mano Negra                    | Paris, Franța                           | 1987-95                          | |
| Masters of the Backside       | Anglia                                  |                                  | |
| Masters of the Obvious        | New Orleans, Louisiana, SUA             | 1981–prezent                     | |
| Matanza                       | Rio de Janeiro, Brazilia                | 1996–prezent                     | |
| Matchbook Romance             | Poughkeepsie, New York, SUA             | 1997–2007, 2009–prezent          | |
| The Matches                   | Oakland, California, SUA                | 1997–prezent                     | An ex-ska indie punk band. |
| The Max Levine Ensemble       | Washington, D.C., SUA                   | 2000–prezent                     | A DIY pop punk band from D.C. who are on Plan-It-X Records. |
| Maxeen                        | Los Angeles, California, SUA            | 2003–prezent                     | |
| Maximillian Colby             | Harrisonburg, Virginia, SUA             | 1990-95                          | |
| Maximum the Hormone           | Hachiōji, Tokyo, Japonia                | 1998–prezent                     | Play a mix of hardcore punk and nu metal. |
| Mayday Parade                 | Tallahassee, Florida, SUA               | 2006–prezent                     | An emo pop punk band from Florida |
| MC5                           | Detroit, Michigan, SUA                  | 1964–72, 2003–prezent            | famous for its original lineup who helped lay the foundations for punk in the late '60s and early '70s.                                                                                         |
| mclusky                       | Cardiff, Wales, UK                      | 1996–2005                        | |
| MDC                           | Austin, Texas, SUA                      | 1979–95, 2000–prezent            | A hardcore band with strong sociopolitical views. Initials stand for Millions of Dead Cops, among other things.                                                                                 |
| Me First and the Gimme Gimmes | California, SUA                         | 1995–prezent                     | A cover band fronted by Swingin' Utters' Spike Slawson. Also including Fat Mike of NOFX and Joey Cape of Lagwagon and Chris Shiflett of Foo Fighters.                                           |
| Mealticket                    | Los Angeles, California, SUA            | 1991-97                          | |
| The Meatmen                   | Lansing, Michigan, SUA                  | 1980–97, 2008–prezent            | |
| Meat Puppets                  | Phoenix, Arizona, SUA                   | 1980–96, 1999–2002, 2006–prezent | Began as an early hardcore punk band, but changed dramatically beginning on their second album, incorporating elements from cowpunk, acid rock, psychadelia and grunge throughout their career. |
| Mega City Four                | Farnborough, Hampshire, Anglia          | 1987–1996                        | |
| The Mekons                    | Leeds, West Yorkshire, Anglia           | 1977–prezent                     | |
| The Men                       | New York City, New York, SUA            | 2008–prezent                     | |
| The Mentors                   | Seattle, Washington, SUA                | 1976–97, 2000–prezent            | |
| The Members                   | Camberley, Surrey, Anglia               | 1976–83                          | |
| The Menzingers                | Philadelphia, Pennsylvania              | 2006–prezent                     | |
| Métal Urbain                  | Paris, Franța                           | 1976–80, 2003–prezent            | |
| Merauder                      | New York, New York, SUA                 | 1990–prezent                     | |
| Mere Dead Men                 | UK                                      | 1986–prezent                     | |
| Mest                          | Blue Island, Illinois, SUA              | 1995–2006, 2008                  | |
| The Methadones                | Chicago, Illinois, SUA                  | 1993, 1999–2010                  | |
| M.I.A.                        | Orange County, California, SUA          | 1982–88                          | |
| Middle Class                  | Santa Ana, California, SUA              | 1976–82                          | |
| Midtown                       | New Brunswick, New Jersey, SUA          | 1999–2004                        | |
| The Mighty Mighty Bosstones   | Boston, Massachusetts, SUA              | 1985–88, 1989–2003, 2007–prezent | An American ska-core band who had a big hit in the mid-90's, "The Impression That I Get". |
| Miles Away                    | Perth, Australia                        | 2002–prezent                     | |
| Mill a h-Uile Rud             | Seattle, Washington, SUA                | 2003–prezent                     | |
| Millencolin                   | Örebro, Suedia                          | 1992–prezent                     | |
| Million Dead                  | Londra, Anglia                          | 2001–05                          | British hardcore punk band that spawned folk punk artist, Frank Turner. |
| Mindless Self Indulgence      | New York City, New York, SUA            | 1995–prezent                     | A band that incorporates various genres of rock, including industrial rock, shock rock, and synthpunk.                                                                                          |
| Mindsnare                     | Melbourne, Australia                    | 1993–prezent                     | |
| Mink DeVille                  | San Francisco, California, SUA          | 1974-1986                        | Early punk rock band associated with CBGB. Played a variety of different musical styles, including punk, R&B, blues, and cajun.                                                                 |
| Minor Threat                  | Washington, D.C., SUA                   | 1980–83                          | An influential hardcore punk band formed by Ian MacKaye before he formed Fugazi in 1987. |
| The Minutemen                 | San Pedro, California, SUA              | 1980–85                          | A short lived influential punk band featuring legendary bassist Mike Watt. It split up after D. Boon was killed in a van accident in 1985.                                                      |
| Mischief Brew                 | Philadelphia, Pennsylvania, SUA         | 2000–prezent                     | An anarcho-folk punk band. |
| Los Miserables                | Chile                                   |                                  | A left-wing political band, formed in the early 1990s, shortly after the demise of the military regime of Augusto Pinochet.                                                                     |
| Misfits                       | Lodi, New Jersey, SUA                   | 1977–83, 1995–prezent            | A pioneer of horror punk, whose career was cut short after original singer Glenn Danzig broke the band up in 1983. Twelve years later, the Misfits reformed without him.                        |
| MK-Ultra                      | Chicago, Illinois, SUA                  | 1993-2000                        | |
| The Mob                       | Yeovil, Somerset, Anglia                | 1979–83                          | |
| Mob 47                        | Stockholm, Suedia                       | 1982–87, 2005–prezent            | |
| Moderat Likvidation           | Malmö, Suedia                           | 1980–1985, 2007–prezent          | |
| Modern Life Is War            | Marshalltown, Iowa, SUA                 | 2002-08                          | |
| Modern Warfare                | Long Beach, California, SUA             | 1980–83                          | |
| Modey Lemon                   | Pittsburgh, Pennsylvania, SUA           | 1999-2010                        | |
| Mojiganga                     | Medellín, Colombia                      | 1995–prezent                     | |
| Mojo Nixon                    | Danville, Virginia                      | 1985-2004                        | |
| Mondo Generator               | Los Angeles, California USA             | 1997–prezent                     | |
| Monsula                       | San Francisco Bay Area, California, SUA | 1988-93                          | |
| The Moondogs                  | Northern Ireland, UK                    | 1979–prezent                     | |
| Morning Glory                 | New York, New York, SUA                 | 2001–prezent                     | |
| Moss Icon                     | Annapolis, Maryland, SUA                | 1986–91, 2005–prezent            | A pioneer of emo. |
| Moskwa                        | Poland                                  | 1983–91, 2001–prezent            | |
| Motion City Soundtrack        | Minneapolis, Minnesota, SUA             | 1997–prezent                     | |
| The Movielife                 | New York City, New York, SUA            | 1997–2003, 2010-11               | |
| The Mr. T Experience          | Berkeley, California, SUA               | 1985–prezent                     | |
| MU330                         | St. Louis, Missouri, SUA                | 1988–2008                        | |
| Much the Same                 | Chicago, Illinois, SUA                  | 1999–2007                        | |
| Mucky Pup                     | Bergenfield, New Jersey, SUA            | 1986-96, 2009–prezent            | |
| Mudhoney                      | Seattle, Washington, SUA                | 1988–prezent                     | Garage punk/Grunge band |
| The Muffs                     | Los Angeles, California, SUA            | 1991–prezent                     | |
| Murderdolls                   | Hollywood, California, SUA              | 2002-04, 2010–prezent            | |
| The Murder Junkies            | New York City, New York, SUA            | 1991-99, 2003–prezent            | |
| Murphy's Law                  | New York City, New York, SUA            | 1983–prezent                     | A hardcore punk band. |
| Mustard Plug                  | Grand Rapids, Michigan, SUA             | 1995–prezent                     | An American ska punk band. |
| Mutiny                        | Melbourne, Australia                    | 1991–prezent                     | |
| MxPx                          | Bremerton, Washington, SUA              | 1992–prezent                     | A Christian punk rock band consisting of three members, who were all born in 1976. |
| My Chemical Romance           | Jersey City, New Jersey, SUA            | 2001–2013                        | |

## N
| Formația                   | Origine                               | Ani activi                     | Descriere sumară |
| -------------------------- | ------------------------------------- | ------------------------------ | --- |
| Na Gathan                  | Isle of Skye, Scotland, UK            | 2007–prezent                   | |
| Nailpin                    | Belgia                                |                                | |
| Naked Aggression           | Madison, Wisconsin, SUA               | 1990–prezent                   | |
| Naked Raygun               | Chicago, Illinois, SUA                | 1981–90, 2006–prezent          | |
| Naked Violence             | Portland, Oregon, SUA                 | 1991–2004                      | |
| Napalm Death               | Birmingham, Anglia                    | 1982–prezent                   | Credited with founding grindcore, Napalm Death are widely known for their extreme music and for their influential hardcore and crust punk.                                        |
| Nastasee                   | Bergen County, New Jersey, SUA        | 1996-98                        | |
| Nation of Ulysses          | Washington, D.C., SUA                 | 1988–92                        | |
| National Razor             | Baltimore, Maryland, SUA              | 1998–prezent                   | |
| Nausea                     | New York City, New York, SUA          | 1985-92                        | |
| Neck                       | Londra, Anglia                        | 1994–prezent                   | A Londra-Irish Celtic punk band. |
| Necros                     | Maumee, Ohio, SUA                     | 1979-87                        | |
| The Need                   | Olympia, Washington, SUA              | 1996–2001                      | |
| The Needles                | Aberdeen, Scotland, UK                | 1998–prezent                   | |
| Negative Approach          | Detroit, Michigan, SUA                | 1981–83, 2006–prezent          | A hardcore punk band. |
| Negative FX                | Boston, Massachusetts, SUA            | 1981-82                        | A hardcore punk band. |
| Negative Trend             | San Francisco, California, SUA        | 1977-79                        | |
| Negazione                  | Turin, Italia                         | 1983–92                        | |
| Nekromantix                | Copenhaga, Danemarca                  | 1989–prezent                   | A psychobilly band whose bassist, Kim Nekroman, is guitarist for HorrorPops. |
| Nerf Herder                | Santa Barbara, California, SUA        | 1994–2003, 2005–prezent        | An American pop punk band best known for playing the theme song for television show Buffy the Vampire Slayer.                                                                     |
| The Nerve Agents           | SUA                                   | 1998–2002                      | |
| Nervous Gender             | Los Angeles, California, SUA          | 1978–88, 1990–91, 2005–prezent | One of the original innovators of "synthpunk", and an early industrial group. |
| The Network                | USA                                   | 2003-05                        | |
| Neurosis                   | Oakland, California, SUA              | 1985–prezent                   | began as a crust band, began incorporating other styles on later albums. |
| New Found Glory            | Coral Springs, Florida, SUA           | 1997–prezent                   | |
| New Regime                 | Los Angeles, California, SUA          | 1981-85                        | A hardcore punk band. |
| New Mexican Disaster Squad | Orlando, Florida, SUA                 | 1999–2008                      | |
| New York Dolls             | New York City, New York, SUA          | 1971–77, 2004–prezent          | A glam punk group that is often cited as one of the founding punk bands. |
| Nightmare Sonata           | Greensboro, North Carolina, SUA.      | 2003–prezent                   | A Horror Punk band with Voodoo influences. |
| The Nils                   | Montreal, Quebec, Canada              | 1978–1994                      | |
| Nip Drivers                | Hawthorne, California, SUA            | 1982–2000                      | Fast, hardcore SoCal punk. |
| The Nips                   | Londra, Anglia                        | 1976–81, 2008–prezent          | A punk rock band that incorporated elements of rockabilly, 60s garage rock, and power pop. The first band of The Pogues member Shane Macgowan. Also known as the Nipple Erectors. |
| No Comment                 | North Hollywood, California, SUA      | 1987–1993                      | |
| No Doubt                   | Anaheim, California, SUA              | 1986–2004, 2008–prezent        | A ska punk band that incorporated elements of reggae, dancehall and alternative rock.                                                                                             |
| No Idea                    | Levin and Christchurch, Noua Zeelandă | 1983–1987                      | A New Zealand punk and Oi! band best known for their video Rugger Bugger. |
| No Innocent Victim         | San Diego, California, SUA            | 1992–prezent                   | |
| Nomataras                  | Buenos Aires, Argentina               | 1990-present                   | |
| No Torso                   | Oslo, Norvegia                        | 2003-09                        | |
| No Trigger                 | Massachusetts, SUA                    | 2000–prezent                   | |
| No Use for a Name          | San Jose, California, SUA             | 1987–prezent                   | |
| No Warning                 | Toronto, Ontario, Canada              | 1998–2005                      | |
| NOFX                       | Los Angeles, California, SUA          | 1983–prezent                   | A punk rock band that adds elements of ska and pop to their work; frontman Fat Mike is also the founder of their current label Fat Wreck Chords.                                  |
| Noise Addict               | Bondi Beach, Sydney, Australia        | 1992–95, 2009                  | |
| Noise By Numbers           | Chicago, Illinois, SUA                | 2008–prezent                   | |
| Nomeansno                  | Victoria, British Columbia, Canada    | 1979–prezent                   | A Canadian progressive punk band. Also members of the band The Hanson Brothers.                                                                                                   |
| None More Black            | New Jersey, SUA                       | 2000–prezent                   | |
| Notsensibles               | Burnley, Lancashire, Anglia           | 1978–82, 1996, 2005–prezent    | |

## O
| Formația             | Origine                        | Ani activi            | Descriere sumară                                                                                           |
| -------------------- | ------------------------------ | --------------------- | --- |
| The Odorants         | Nurmo, Finlanda                | 1995–prezent          | |
| Off!                 | Los Angeles, California, SUA   | 2009–prezent          | Supergroup formed by members of Circle Jerks, Rocket from the Crypt, Redd Kross and Burning Brides.        |
| Off with Their Heads | Minneapolis, Minnesota, SUA    | 2002–prezent          | |
| The Offspring        | Garden Grove, California, SUA  | 1984–prezent          | A punk rock/skate punk band that has been very popular since the release of their 1994 classic, Smash.     |
| Oi Polloi            | Edinburgh, Scoția, UK          | 1981–prezent          | |
| Old Man Markley      | Los Angeles, California, SUA   | 2007–prezent          | Punk/Bluegrass Fat Wreck Chords                                                                            |
| One Bad Pig          | Austin, Texas, SUA             | 1985–prezent          | |
| One-Eyed Doll        | Austin, Texas, SUA             | 2008–prezent          | Goth-punk.                                                                                                 |
| One Hit Wonder       | Long Beach, California, SUA    | 1993-99               | |
| One King Down        | Albany, New York, SUA          | 1994–2002             | |
| One Man Army         | San Francisco, California, SUA | 1996–2005             | |
| One Shot Left        | Medicine Hat, Alberta, Canada  | 1997–prezent          | |
| One Way System       | Lancashire, Anglia             | 1979–86, 1995–prezent | |
| Only Crime           | USA                            | 2003–prezent          | |
| The Only Ones        | South Londra, Anglia           | 1976–82, 2007–prezent | |
| Operation Ivy        | Berkeley, California, SUA      | 1987–89               | A hardcore punk/ska punk band; Tim Armstrong and Matt Freeman were in this band before they formed Rancid. |
| The Oppressed        | Cardiff, Wales, UK             | 1981–prezent          | |
| Orange 9mm           | New York, New York, SUA        | 1994-99               | |
| Osaka Popstar        | New York City, New York, SUA   | 2006–prezent          | A Punk Rock supergroup with members of The Misfits and Black Flag with a major influence in anime.         |
| Outbreak             | Maine, SUA                     | 2002-11               | |
| The Outcasts         | Belfast, Irlanda de Nord, UK   | 1977–85               | |
| Over My Dead Body    | San Diego, California, SUA     | 2001-03               | |
| Oxymoron             | Germania                       | 1992–prezent          | |

## P
Picks and Rubbers
Glenmoore, pa
2012-13

| Formația                       | Origine                                    | Ani activi                    | Descriere sumară                                                                                      |
| ------------------------------ | ------------------------------------------ | ----------------------------- | --- |
| The Pagans                     | Cleveland, Ohio, SUA                       | 1977–1979, 1982–1983          | |
| Pain                           | Tuscaloosa, Alabama, SUA                   | 1994-99                       | Energetic punk band that often made use of horn instruments.                                          |
| Paint It Black                 | Philadelphia, Pennsylvania, USA            | 2002–prezent                  | |
| Painted Thin                   | Winnipeg, Manitoba, Canada                 | 1994–99                       | |
| Panda                          | Monterrey, Nuevo León, Mexic               | 1997–prezent                  | |
| Panic! at the Disco            | Las Vegas, Nevada, SUA                     | 2004–prezent                  | |
| Pankrti                        | Ljubljana, Slovenia                        | 1977–87, 1996, 2007–prezent   | Slovene punk rock band whose name means "The Bastards", the first punk band in Yugoslavia.            |
| Panx Romana                    | Atena, Grecia                              | 1982–prezent                  | |
| Paraf                          | Rijeka, Croația                            | 1976–84                       | |
| Paramore                       | Franklin, Tennessee, SUA                   | 2004–prezent                  | |
| Paranoid Visions               | Dublin, Republic of Ireland                | 1981–1992, 2006–prezent       | The Republic of Ireland's longest running punk band, releasing through their own label FOAD.          |
| Parasites                      | Livingston, New Jersey, SUA                | 1986–prezent                  | |
| Paris Violence                 | Paris, Franța                              | 1994–prezent                  | |
| Partibrejkers                  | Belgrad, Serbia                            | 1982–prezent                  | |
| The Partisans                  | Bridgend, Wales, UK                        | 1978–1984, late 1990s-present | |
| Patti Smith Group              | New York City, New York, SUA               | 1971–prezent                  | |
| The Peace & Freedom Band       | Anglia                                     | 1986–2008                     | |
| The Peacocks                   | Winterthur, Elveția                        | 1990–prezent                  | |
| Pegboy                         | Chicago, Illinois, SUA                     | 1990–prezent                  | An American punk band from Chicago.                                                                   |
| Pekinška patka                 | Novi Sad, Vojvodina, Serbia                | 1978–81, 2008                 | |
| Penetration                    | County Durham, Anglia                      | 1976–1980, 2001–prezent       | |
| Pennywise                      | Hermosa Beach, California, SUA             | 1988–prezent                  | A punk rock band that has achieved some success since signing to their longtime home Epitaph in 1990. |
| Pere Ubu                       | Cleveland, Ohio, SUA                       | 1975–82, 1987–prezent         | |
| La Pestilencia                 | Bogotá, Colombia                           | 1986–prezent                  | |
| Peter Pan Speedrock            | Eindhoven, Olanda                          | 1997–prezent                  | |
| Peter and the Test Tube Babies | Brighton, East Sussex, Anglia              | 1978–prezent                  | An Oi! punk rock band, considered part of the punk pathetique subgenre.                               |
| Pg. 99                         | Sterling, Virginia, SUA                    | 1998–2003, 2011               | Among the first screamo/emoviolence bands                                                             |
| Phinius Gage                   | Brighton, East Sussex, Anglia              | 2001–prezent                  | Melodic hardcore punk band.                                                                           |
| The Piass                      | Sapporo, Japonia                           | 1990–95, 1998–prezent         | |
| Picture Frame Seduction        | Haverfordwest, Wales                       | 1982-87, 2003–prezent         | |
| Pidżama Porno                  | Poznań, Polonia                            | 1987–90, 1995–2007            | |
| Pimpbot                        | Honolulu, Hawaii, SUA                      | 2001–prezent                  | |
| Pinkerton Thugs                | Kennebunk, Maine                           | 1994-2000, 2008–prezent       | |
| Pink Lincolns                  | Tampa, Florida, SUA                        | 1986–prezent                  | |
| Pinhead Gunpowder              | East Bay, California, SUA                  | 1990–prezent                  | |
| Pipedown                       | Grass Valley, California, SUA              | 1997–2005                     | |
| Pipes and Pints                | Prague, Czech Republic                     | 2006–prezent                  | A Celtic punk band.                                                                                   |
| The Pist                       | Connecticut, SUA                           | 1992-96                       | |
| Pitchblende                    | Washington, D.C., SUA                      | 1991-95                       | |
| Pivit                          | San Diego, California, USA                 | 1994–2003                     | Late 90s melodic hardcore punk band.                                                                  |
| Pixies                         | Boston, Massachusetts, SUA                 | 1986-93, 2004–prezent         | |
| The Plague                     | Londra, Anglia                             | 1976–1981, 2005–prezent       | |
| Plasmatics                     | New York City, New York, SUA               | 1977-83, 1987                 | An early shock rock act in the punk scene.                                                            |
| The Plugz                      | Los Angeles, California, SUA               | 1977-84                       | |
| The Pogues                     | Kings Cross, Londra, Anglia                | 1982-96, 2001–prezent         | |
| Pointed Sticks                 | Vancouver, British Columbia, SUA           | 1978-81, 2006–prezent         | |
| Point of No Return             | São Paulo, Brazilia                        | 1996-2006                     | |
| Point of Recognition           | San Bernardino, California, SUA            | 1998–2002, 2007               | |
| Poison Girls                   | Brighton, East Sussex, Anglia              | 1976-87                       | |
| Poison Idea                    | Portland, Oregon, SUA                      | 1980-93, 1998–prezent         | |
| La Polla Records               | Salvatierra/Agurain, Basque Country, Spain | 1979–2003                     | One of the most influential Spanish punk rock bands                                                   |
| Polysics                       | Tokyo, Japonia                             | 1997–prezent                  | |
| Porcos Cegos                   | Barueri, Brazilia                          | 1993–prezent                  | |
| Poslednie Tanki V Parizhe      | Saint-Petersburg, Rusia                    | 1996–prezent                  | |
| Post Regiment                  | Varșovia, Poland                           | 1986–2000                     | |
| Potshot                        | Tokyo, Japonia                             | 1995–2005                     | |
| Pour Habit                     | Long Beach, California, SUA                | 2004–prezent                  | |
| Pridebowl                      | Newport Beach, California, SUA             | 1994-98, 2003–prezent         | |
| Los Prisioneros                | San Miguel, Chile                          | 1979–1991, 2001–2006          | |
| The Professionals              | Londra, Anglia                             | 1979-82                       | |
| Project X                      | New York City, New York, SUA               | 1987                          | |
| The Proletariat                | Fall River, Massachusetts, SUA             | 1980-85                       | |
| Propagandhi                    | Portage la Prairie, Manitoba, Canada       | 1986–prezent                  | An anarchist punk rock/thrash band.                                                                   |
| Pro-Pain                       | New York, New York, SUA                    | 1992–prezent                  | |
| Propeller                      | Tallinn, Estonia                           | 1980–prezent                  | |
| Proud Scum                     | Auckland, Noua Zeelandă                    | 1979–1981; 2008–prezent       | Covered by The Lemonheads                                                                             |
| Psychoterror                   | Tallinn, Estonia                           | 1991–prezent                  | |
| Public Disturbance             | Cardiff, Wales                             | 1995–2000                     | |
| Pueblo Criminal                | Zürich, Elveția                            | 2006–prezent                  | A Elveția ska-punk-band from Zürich with reggae and Latin music influences                            |
| Pulley                         | Simi Valley, California, SUA               | 1994–prezent                  | |
| Puncture                       | Londra, Anglia                             | 1976-78                       | |
| The Punkles                    | Hamburg, Germania                          | 1998–2006                     | |
| Punkreas                       | Parabiago, Italia                          | 1989–prezent                  | |
| Pussy Riot                     | Moscow, Rusia                              | 2011–prezent                  | |
| Pygmy Lush                     | Sterling, Virginia, SUA                    | 2004–prezent                  | |

## Q
| Formația   | Origine                        | Ani activi            | Descriere sumară                           |
| ---------- | ------------------------------ | --------------------- | ------------------------------------------ |
| The Quails | San Francisco, California, SUA | 1999–2003             |                                            |
| The Queers | Portsmouth, New Hampshire, SUA | 1982–84, 1990–prezent | A pop punk band influenced by the Ramones. |
| Quit       | Miami, Florida, SUA            | 1988-90               |                                            |

## R
| Formația                      | Origine                                            | Ani activi                       | Descriere sumară |
| ----------------------------- | -------------------------------------------------- | -------------------------------- | --- |
| The Rabble                    | Auckland, Noua Zeelandă                            | 2000–prezent                     | |
| Rabid                         | Leicester, Anglia                                  | 1979–86                          | |
| Racetraitor                   | Chicago, Illinois, SUA                             | 1996-99                          | |
| Radical Dance Faction         | Hungerford, Berkshire, Anglia                      | 1986-?                           | |
| Radio Birdman                 | Sydney, Australia                                  | 1974-78, 1996–2008               | |
| The Radioactive Chicken Heads | Santa Ana, California                              | 1994-present                     | A comedy punk band known for their heavy use of props and puppetry. Originally known as ska punk band Joe & the Chicken Heads until 2004.                                                                   |
| Raimundos                     | Brasília, Brazilia                                 | 1987-90, 1992-2001, 2001-present | |
| The Raincoats                 | Crouch End, Londra, Anglia                         | 1977-84, 1993–prezent            | |
| Raised Fist                   | Luleå, Suedia                                      | 1993–prezent                     | A hardcore punk band that got its name from the lyrics of Rage Against the Machine's song "Know Your Enemy".                                                                                                |
| R.A.M.B.O.                    | Philadelphia, Pennsylvania, SUA                    | 1999–2007                        | |
| Ramones                       | Forest Hills, Queens, New York City, New York, SUA | 1974–96                          | A band that is often regarded as one of the first punk rock groups to come out of the United States. |
| Rancid                        | Albany, California, SUA                            | 1991–prezent                     | A punk rock/ska punk band that has been credited with reviving mainstream popular interest in punk rock in the United States during the mid-1990s. Band members have been involved in numerous other bands. |
| Random Hand                   | Keighley, West Yorkshire, Anglia, UK               | 2002–prezent                     | |
| Randy                         | Hortlax, Suedia                                    | 1992–prezent                     | |
| Rashit                        | Istanbul, Turkey                                   | 1993–prezent                     | The first major Turkish punk rock band. |
| Ratos de Porão                | São Paulo, Brazil                                  | 1980–prezent                     | A D-beat/crossover thrash band whose lead singer is João Gordo, a popular VJ for MTV Brasil. |
| Rattus                        | Vilppula, Finland                                  | 1978-88, 2001–prezent            | |
| Raw Power                     | Reggio Emilia, Italia                              | 1981–prezent                     | An Italian hardcore punk/thrashcore band. |
| The Razors                    | Namur, Belgia                                      | 1977-78                          | |
| Razors in the Night           | Boston, Massachusetts, SUA                         | 2009–prezent                     | |
| Reach the Sky                 | Boston, Massachusetts, SUA                         | 1997–2003                        | |
| Reagan Youth                  | Forest Hills, Queens, New York City, New York, SUA | 1980–88, 2006–prezent            | An American hardcore band that is known for their extreme satire of racism. |
| The Real McKenzies            | Vancouver, British Columbia, Canada                | 1992–prezent                     | A Scottish-influenced Celtic punk band. |
| The Reatards                  | Memphis, Tennessee, SUA                            | 1998-2005                        | The first project of musician Jay Reatard. |
| Redemption 87                 | East Bay, California, SUA                          | 1995-99                          | |
| Redd Kross                    | Hawthorne, California, SUA                         | 1980-97, 2004–prezent            | |
| Red Lights Flash              | Graz, Austria                                      | 1997–2010                        | |
| Reel Big Fish                 | Huntington Beach, California, SUA                  | 1992–prezent                     | A third-wave ska band |
| Refused                       | Umeå, Suedia                                       | 1991–1998                        | A Swedish hardcore punk band. |
| Regents                       | Washington, D.C., SUA                              | 2007–prezent                     | |
| Relient K                     | Canton, Ohio, SUA                                  | 1998–prezent                     | A band that plays a blend of punk and power pop. |
| Remembering Never             | Fort Lauderdale, Florida, SUA                      | 2000–prezent                     | |
| Rentokill                     | Austria                                            | 1996–prezent                     | |
| Reset                         | Montreal, Quebec, Canada                           | 1993–prezent                     | A punk rock/melodic hardcore band formed when members were only 13-years-old. The original vocalist and drummer are now in Simple Plan.                                                                     |
| The Restarts                  | Londra, Anglia                                     | 1995–prezent                     | |
| Revenge 88                    | Ostend, Belgia                                     | 1981                             | |
| Re-Volts                      | San Francisco, California, SUA                     | 2007–prezent                     | |
| The Rezillos                  | Edinburgh, Scotland, UK                            | 1976–78, 2001–prezent            | |
| RF7                           | California, SUA                                    | 1979–prezent                     | |
| Rhino 39                      | Los Angeles, California, SUA                       |                                  | |
| Ricanstruction                | New York, New York, SUA                            | 1990–2006                        | |
| Rich Kids on LSD              | Montecito, California, SUA                         | 1982–90, 1992–96, 1997–2006      | A band associated with the "Nardcore" scene, whose career has been slowed down by members involved in their projects.                                                                                       |
| Ringworm                      | Cleveland, Ohio, SUA                               | 1991–prezent                     | |
| RIOT 111                      | Noua Zeelandă                                      | 1981-84                          | |
| Riot/Clone                    | Londra de Vest, Anglia                             | 1979-83                          | |
| The Riptides                  | Ottawa, Ontario, Canada                            | 1998–prezent                     | |
| Rise Against                  | Chicago, Illinois, SUA                             | 1999–prezent                     | A melodic hardcore/hardcore punk band that has been very popular since signing to a major label. |
| Rise and Fall                 | Ghent, Belgia                                      | 2002–prezent                     | |
| Rites of Spring               | Washington, D.C., SUA                              | 1984–86                          | A Washington, D.C. hardcore emo band sometimes cited as the founders of "emotive hardcore". |
| The Rivals                    | Ramsgate, Kent, Anglia                             | 1976-81                          | |
| Riverboat Gamblers            | Denton, Texas, SUA                                 | 1997–prezent                     | |
| River City High               | Richmond, Virginia, SUA                            | 1999–prezent                     | |
| Riverdales                    | Chicago, Illinois, SUA                             | 1994–97, 2003, 2008–11           | |
| Rocket from the Crypt         | San Diego, California, SUA                         | 1990–2005                        | A punk/rock and roll band whose name was inspired by the 70s band Rocket from the Tombs. |
| Rocket from the Tombs         | Cleveland, Ohio, SUA                               | 1974–75, 2003–prezent            | |
| Roger Miret and The Disasters | USA                                                | 1999–prezent                     | |
| Rollins Band                  | Van Nuys, Los Angeles, California, SUA             | 1987–2003, 2007                  | |
| Rorschach                     | New Jersey, SUA                                    | 1989-93, 2009                    | |
| Rubella Ballet                | Londra, Anglia                                     | 1979-91, 2000–prezent            | |
| Rudi                          | Belfast, Northern Ireland, UK                      | 1975-83                          | |
| Rudimentary Peni              | Anglia                                             | 1981–prezent                     | An anarcho-punk band. |
| The Rudiments                 | East Bay, California, SUA                          | 1990–96                          | An American skacore band. |
| The Runaways                  | Los Angeles, California, SUA                       | 1975–79                          | A teenage all-girl band that included a young Joan Jett and Lita Ford. |
| The Ruts                      | Londra, Anglia                                     | 1977-80, 2007                    | |
| Rx Bandits                    | Seal Beach, California, SUA                        | 1995–2011                        | |

## S
| Formația                  | Origine                              | Ani activi                                | Descriere sumară |
| ------------------------- | ------------------------------------ | ----------------------------------------- | --- |
| Los Saicos                | Lima, Peru                           | 1964-66                                   | Considered by some people one of the first punk rock bands. |
| Saint Alvia               | Burlington, Ontario, Canada          | 2005–prezent                              | A punk rock band with former members of Boys Night Out and Jersey. |
| The Sainte Catherines     | Montreal, Quebec, Canada             | 1999–prezent                              | |
| The Saints                | Brisbane, Australia                  | 1974–prezent                              | |
| The Salads                | Newmarket, Ontario, Canada           | 1993–prezent                              | |
| Les Sales Majestés        | Paris, Franța                        | 1992–prezent                              | |
| Sam Black Church          | Boston, Massachusetts, SUA           | 1988-2000                                 | |
| Samhain                   | New Jersey, SUA                      | 1983–87, 1999                             | A short lived project formed by Glenn Danzig after the 1983 demise of The Misfits; the project changed its name to Danzig in 1987.                                          |
| Samiam                    | Berkeley, California, SUA            | 1988–prezent                              | |
| Sarcastic Front           | Karviná, Czech Republic              | 1990-93                                   | |
| Satanic Surfers           | Lund, Suedia                         | 1989–2007                                 | |
| Save Ferris               | Orange County, California, SUA       | 1995–2002                                 | |
| Saves the Day             | Princeton, New Jersey, SUA           | 1994–prezent                              | A band that played pop punk and Indie-punk in their early years. |
| The Scarred               | Anaheim, California, SUA             | 2003–prezent                              | |
| Scaterd Few               | Burbank, California, SUA             | 1983–85, 1989–95, 1997–98, 2001–02        | A Christian punk band. |
| The Scenics               | Toronto, Ontario, Canada             | 1976–82, 2008–prezent                     | |
| The Schizo's              | Emmen, Olanda                        | 1985-88, 2008–prezent                     | |
| Scream                    | Alexandria, Virginia, SUA            | 1981-90, 2009–prezent                     | |
| The Screamers             | Los Angeles, California, SUA         | 1975-81                                   | Influential synthpunk band, never released an album. |
| Screeching Weasel         | Chicago, Illinois, SUA               | 1986–89, 1991–94, 1996–2001, 2004–prezent | A satirical punk band. |
| Screw 32                  | Berkeley, California, SUA            | 1992–97                                   | An East Bay punk band. |
| Scuba Dice                | County Wexford, Republic of Ireland  | 2003–prezent                              | |
| Scum                      | Norvegia                             | 2002–prezent                              | |
| Seaweed                   | Tacoma, Washington, SUA              | 1989–2000, 2007–prezent                   | |
| Secret Crowds             | Las Vegas, Nevada, SUA               | 2008–prezent                              | |
| The Secretions            | Sacramento, California               | 1991-present                              | |
| Sedes                     | Wrocław, Polonia                     | 1980–prezent                              | |
| Senior Discount           | Warren, Rhode Island, SUA            | 2004–prezent                              | |
| Senses Fail               | Ridgewood, New Jersey, SUA           | 2001–prezent                              | A band that is primarily emo/screamo but also plays pop punk. |
| Set Your Goals            | Orinda, California, SUA              | 2004–prezent                              | A pop punk/melodic hardcore band. |
| Superchick                | Chicago, Illinois, SUA               | 1999—present                              | An American Christian rock, pop punk band. |
| Severed Head of State     | USA                                  |                                           | |
| Sex Pistols               | Londra, Anglia                       | 1975–78, 1996, 2002–03, 2007–prezent      | A pioneer of the English punk rock scene, who released the album Never Mind the Bollocks, Here's the Sex Pistols, which many of today's bands cite as their main influence. |
| Shaila                    | Buenos Aires, Argentina              | 1994–prezent                              | |
| Shai Hulud                | Pompano Beach, Florida, SUA          | 1995–prezent                              | |
| Sham 69                   | Hersham, Surrey, Anglia              | 1975–80, 1989–prezent                     | A very influential Oi! band named after faded graffiti promoting the local football (soccer) team.                                                                          |
| Sharks                    | Royal Leamington Spa, Anglia         | 2007–prezent                              | |
| Shattered Faith           | California, SUA                      | 1978–prezent                              | |
| She Devils                | Argentina                            | 1995–prezent                              | |
| Sheer Terror              | New York, New York, SUA              | 1984-98, 2004, 2010                       | |
| Shelter                   | New York, New York, SUA              | 1991–2001, 2002–prezent                   | |
| Shonen Knife              | Osaka, Japonia                       | 1981–prezent                              | All-female pop punk band. One of the first Japanese bands to become known in the United States.                                                                             |
| Shook Ones                | Bellingham, Washington, SUA          | 2004–prezent                              | |
| Short Stack               | Budgewoi, New South Wales, Australia | 2005–prezent                              | |
| Sick of It All            | Queens, New York City, New York, SUA | 1986–prezent                              | |
| Side by Side              | New York City, New York, SUA         | 1988                                      | |
| Siege                     | Weymouth, Massachusetts, SUA         | 1983-85, 1991-92                          | |
| Siekiera                  | Puławy, Poland                       | 1984–1988                                 | |
| The Sillies               | Detroit, Michigan, SUA               | 1977–prezent                              | |
| Simple Plan               | Montréal, Québec, Canada             | 1999–prezent                              | A punk rock band. Before Simple Plan it was called Reset. |
| Sin 34                    | Santa Monica, California, SUA        | 1981–84, 2008–prezent                     | one of few hardcore punk bands with a female singer. |
| Sin Dios                  | Madrid, Spain                        | 1988–2006                                 | |
| Singer Vinger             | Estonia                              | 1986–prezent                              | |
| Siouxsie and the Banshees | Londra, Anglia                       | 1976–96                                   | A successful post-punk, and gothic rock band, considered to be one of the pioneers of goth fashion and influential to punk fashion                                          |
| Sister George             | Londra, Anglia                       | 1994–2008                                 | |
| Sixer                     | Richmond, Virginia, SUA              | 1999–prezent                              | |
| Ska-P                     | Madrid, Spain                        | 1994–2005, 2008–prezent                   | A Third-wave Ska Band |
| Skarface                  | Franța                               | 1991–prezent                              | |
| Skarhead                  | New York, New York, SUA              |                                           | |
| Skankin' Pickle           | San Jose, California, SUA            | 1989-96                                   | A Third-wave Ska Band |
| Skazki Chernogo Goroda    | Voronezh, Rusia                      | 2007-present                              | Followers of the greatest Russian horror-punk band Korol i shut |
| Skewbald / Grand Union    | Washington D.C., SUA                 | 1981                                      | |
| Skrewdriver               | Blackpool, Lancashire, Anglia        | 1976–93                                   | A neo-Nazi white power skinhead band. Originally were Oi! |
| The Skids                 | Dunfermline, Scotland, UK            | 1977–82, 2007, 2009, 2010                 | |
| Skindred                  | Newport, Wales, UK                   | 1999–prezent                              | A reggae punk metal band. |
| Skitsystem                | Göteborg, Suedia                     | 1994–2007, 2009–prezent                   | |
| The Skitzos               | Calgary, Alberta, Canada             | 2004–08                                   | A band with influences of raw 70s punk and straight up rock and roll. |
| Slapshot                  | Boston, Massachusetts, SUA           | 1985–prezent                              | |
| Slapstick                 | Elgin, Illinois, SUA                 | 1993-96                                   | |
| Slaughter & The Dogs      | Wythenshawe, Manchester, Anglia      | 1976–78, 1979–81, 1996–prezent            | |
| Sleater-Kinney            | Olympia, Washington, SUA             | 1994–2006                                 | A riot grrrl indie rock group. |
| Sledgeback                | Seattle, Washington, SUA             | 2004–prezent                              | |
| Sleepytime Trio           | Harrisonburg, Virginia, SUA          | 1994–prezent                              | |
| The Slickee Boys          | Washington D.C., SUA                 | 1975-91                                   | |
| Slightly Stoopid          | San Diego, California, SUA           | 1995–prezent                              | |
| Slime                     | Germania                             | 1979-91                                   | |
| The Slits                 | Londra, Anglia                       | 1976–82, 2005–10                          | |
| Sloppy Seconds            | Indianapolis, Indiana, SUA           | 1985–prezent                              | |
| Slow Gherkin              | Santa Cruz, California, SUA          | 1993–2002                                 | |
| Sludgeworth               | Chicago, Illinois, SUA               | 1989-92, 2007                             | |
| Smoke or Fire             | Boston, Massachusetts, SUA           | 1998–prezent                              | |
| Smoking Popes             | Lake in the Hills, Illinois, SUA     | 1991-99, 2005–prezent                     | |
| Smut Peddlers             | Redondo Beach, California, SUA       | 1993–prezent                              | |
| Snapcase                  | Buffalo, New York, SUA               | 1991–2005, 2007, 2010–prezent             | |
| SNFU                      | Edmonton, Alberta, Canada            | 1981–89, 1991–2005, 2007–prezent          | |
| Snot                      | Santa Barbara, California, SUA       | 1995-98, 2008                             | |
| Snuff                     | Londra, Anglia                       | 1986–prezent                              | |
| Social Distortion         | Orange County, California, SUA       | 1978–85, 1986–prezent                     | A band that is often regarded as one of the leading bands of the 1980s hardcore punk explosion.                                                                             |
| Softball                  | Tokyo, Japonia                       | 1999–2003                                 | |
| Some Girls                | San Diego, California, SUA           | 2002-07                                   | |
| Sonic Boom Six            | Manchester, Anglia                   | 2002–prezent                              | A four-piece punk/reggae/hip-hop band. |
| Sonic's Rendezvous Band   | Ann Arbor, Michigan, SUA             | 1975-80                                   | |
| Son of Sam                | Los Angeles, California, SUA         | 200-01, 2007 – present                    | |
| Sore Throat               | Yorkshire, Anglia                    | 1987-90                                   | |
| Sort Sol                  | Copenhaga, Danemarca                 | 1977–prezent                              | |
| The Soviettes             | Minneapolis, Minnesota, SUA          | 2000–2006, 2010                           | A four-piece punk band with 3 girls and 1 guy. |
| Soziedad Alkoholika       | Vitoria-Gasteiz, Spain               | 1988–prezent                              | |
| Spazz                     | Redwood City, California, SUA        | 1992–2000                                 | |
| Special Duties            | Colchester, Essex, Anglia            | 1977-83, 1995–prezent                     | |
| The Specials              | Coventry, West Midlands, Anglia      | 1977–81, 2008–prezent                     | A 2 Tone/ska band. |
| Spermbirds                | Kaiserslautern, Germania             | 1982–1988, 1990–prezent                   | |
| Spitboy                   | San Francisco, California, SUA       | 1990-95                                   | |
| The Spits                 | Seattle, Washington, SUA             |                                           | |
| Split Lip                 | Indianapolis, Indiana, SUA           | 1990-96, 2009                             | |
| Splodgenessabounds        | Keston, Londra, Anglia               | 1979–prezent                              | An English Oi!/punk pathetique band notorious for their provocative live shows.                                                                                             |
| The Squids                | Chicago, Illinois, SUA               | 1989-2005                                 | |
| Squirrel Bait             | Louisville, Kentucky, SUA            | 1983-88                                   | |
| Squirtgun                 | Lafayette, Indiana, SUA              | 1993–98, 2001–04, 2008–prezent            | |
| SS                        | Japonia                              | 1977–prezent                              | One of the first Japanese hardcore punk bands. |
| SSD                       | Boston, Massachusetts, SUA           | 1981–85                                   | A hardcore punk band. |
| Stagebeast                | Belgia                               |                                           | |
| The Stalin                | Fukushima City, Japonia              | 1980–85, 1987–88, 1989–93                 | |
| Stampin' Ground           | Cheltenham, Anglia                   | 1995–2006                                 | |
| Stance Punks              | Japonia                              | 1999–prezent                              | |
| The Star Club             | Nagoya, Japonia                      | 1977–prezent                              | |
| Star Fucking Hipsters     | New York City, New York, SUA         | 2005–prezent                              | |
| State of Alert            | Washington D.C., SUA                 | 1980-81                                   | |
| Step Forward              | Umeå, Suedia                         | 1989-91                                   | |
| Stiff Little Fingers      | Belfast, Northern Ireland, UK        | 1977–82, 1987–prezent                     | A very influential Northern Irish punk band known for their single "Suspect Device".                                                                                        |
| The Stooges               | Ann Arbor, Michigan, SUA             | 1967–71, 1972–74, 2003–prezent            | |
| The Stranglers            | Guildford, Surrey, Anglia            | 1974–prezent                              | Influential and enduring English punk Band, with many hit singles, including "Grip", "Peaches", "Something Better Change", "No More Heroes" and "5 Minutes".                |
| Stray from the Path       | New York, New York, SUA              | 2001–prezent                              | |
| Street Dogs               | Boston, Massachusetts, SUA           | 2002–prezent                              | |
| Streetlight Manifesto     | East Brunswick, New Jersey, SUA      | 2002–prezent                              | A ska punk/alternative rock band with members from Catch 22. |
| Stretch Arm Strong        | Columbia, South Carolina, SUA        | 1992–2010                                 | |
| Strife                    | Los Angeles, California, SUA         | 1991-99, 2001–prezent                     | |
| Strike Anywhere           | Richmond, Virginia, SUA              | 1999–prezent                              | A pop punk/melodic hardcore band. |
| Strike Under              | Chicago, Illinois, SUA               | 1979-81                                   | |
| Strongarm                 | Pompano Beach, Florida, SUA          | 1993-97                                   | |
| Strongarm and the Bullies | Los Angeles, California, SUA         | 1998–prezent                              | |
| Strung Out                | Simi Valley, California, SUA         | 1989–prezent                              | |
| Subhumans                 | Vancouver, British Columbia, Canada  | 1978–83, 2005–prezent                     | |
| Subhumans                 | Wiltshire, Anglia                    | 1980–87, 1998, 2004–prezent               | A hardcore anarcho-punk band. |
| Sublime                   | Long Beach, California, SUA          | 1988–96                                   | A pioneer of ska punk, whose career was cut short following the death of singer/guitarist Bradley Nowell.                                                                   |
| Sublime with Rome         | California, SUA                      | 2009–prezent                              | |
| Suburban Lawns            | Long Beach, California, SUA          | 1978-83                                   | |
| Suburban Rhythm           | Long Beach, California, SUA          | 1990-94                                   | |
| Suburban Studs            | Birmingham, West Midlands, Anglia    | 1976-78, 1996                             | One of the original British punk bands. Played at the infamous 100 Club gig.                                                                                                |
| Subway Sect               | Londra, Anglia                       | 1976-80                                   | |
| Suicide City              | New York, New York, SUA              | 2005–prezent                              | |
| The Suicide Commandos     | Minneapolis, Minnesota, SUA          | 1975-79                                   | |
| The Suicide File          | Boston, Massachusetts, SUA           | 2001-03                                   | |
| The Suicide Machines      | Detroit, Michigan, SUA               | 1991–2006                                 | A punk band with and often fun lyrics and influences of ska. |
| Suicidal Tendencies       | Venice, California, SUA              | 1981–95, 1997–prezent                     | Began their career as a hardcore punk band. As soon as second guitarist Mike Clark joined them in 1987, they eventually became metal.                                       |
| Sugarcult                 | Santa Barbara, California, SUA       | 1998–prezent                              | A band that incorporates power pop and pop punk music. |
| Sum 41                    | Ajax, Ontario, Canada                | 1996–prezent                              | A Canadian punk rock band. |
| Super Heroines            | Los Angeles, California, SUA         | 1981-88                                   | |
| Superjoint Ritual         | USA                                  | 1993–2004                                 | |
| Superman Is Dead          | Bali, Indonesia                      | 1995–prezent                              | An Indonesian Punk Rock band. |
| Supernova                 | Costa Mesa, California, SUA          | 1989–prezent                              | |
| The Survivors             | Brisbane, Australia                  | 1976–1978                                 | A Brisbane punk rock group with Sixties leanings |
| Sweet Empire              | Amsterdam, Olanda                    | 2008–prezent                              | |
| Swell Maps                | Birmingham, West Midlands, Anglia    | 1972-80                                   | |
| The Swellers              | Flint, Michigan                      | 2002-present                              | |
| Swing Kids                | San Diego, California, SUA           | 1994-97, 2009                             | |
| Swingin' Utters           | Santa Cruz, California, SUA          | 1988–prezent                              | An American punk/folk punk band. |
| Swiz                      | Washington, D.C., SUA                | 1987-90                                   | |
| Sworn Enemy               | New York, New York, SUA              | 1997–prezent                              | Initially a hardcore punk band, the sound has changed to crossover thrash and metalcore on later albums                                                                     |

## T
| Formația                 | Origine                           | Ani activi                     | Descriere sumară                                                                                                 |
| ------------------------ | --------------------------------- | ------------------------------ | --- |
| Tales of Terror          | Sacramento, California, SUA       | 1982–86                        | An American hardcore punk band often cited as a key inspiration for the grunge scene.                            |
| Tara Perdida             | Lisabona, Portugalia              | 1995–prezent                   | |
| Tarakany!                | Moscova, Rusia                    | 1991–prezent                   | |
| The Taxpayers            | Portland, Oregon, SUA             | 2007–prezent                   | |
| Team Dresch              | Olympia, Washington, SUA          | 1993-98, 2004–prezent          | |
| Teenage Head             | Hamilton, Ontario, Canada         | 1975–prezent                   | An early Canadian punk band, considered the "Canadian Ramones".                                                  |
| Teenage Bottlerocket     | Laramie, Wyoming, SUA             | 2001–prezent                   | A skate punk band with pop punk influences.                                                                      |
| Teengenerate             | Tokyo, Japonia                    | 1993-1996                      | A Japanese garage punk band.                                                                                     |
| The Teen Idles           | Washington, D.C., SUA             | 1979–80                        | A short lived American D.C. hardcore band and a leading band in the straight edge movement.                      |
| Teen Idols               | Nashville, Tennessee, SUA         | 1992–2003, 2008-10             | |
| Television               | New York City, New York, SUA      | 1973–78, 1992–93, 2001–prezent | An art punk band.                                                                                                |
| Ten Foot Pole            | Simi Valley, California, SUA      | 1993–prezent                   | |
| Tenpole Tudor            | Londra, Anglia, UK                | 1974–prezent                   | A British rockabilly and punk group.                                                                             |
| Ten Yard Fight           | Boston, Massachusetts, SUA        | 1995-99                        | |
| Terror                   | Los Angeles, California, SUA      | 2002–prezent                   | |
| Terrorgruppe             | Berlin, Germania                  | 1993–2005                      | |
| Terveet Kädet            | Tornio, Finlanda                  | 1980–prezent                   | |
| Tex & the Horseheads     | Los Angeles, California, SUA      | 1980-86, 2007–prezent          | |
| Þeyr                     | Reykjavík, Iceland                | 1980-83, 2006                  | Theyr |
| The Things               | Dublin, Republic of Ireland       | 2001–2009                      | An Irish Punk Rock band inspired by the Cramps and the Misfits.                                                  |
| This Bike Is a Pipe Bomb | Pensacola, Florida, SUA           | 1997–prezent                   | An American folk punk band on Plan-It-X Records.                                                                 |
| This Is Hell             | New York, New York, SUA           | 2004–prezent                   | |
| This Is a Standoff       | Canada                            | 2007–prezent                   | |
| The Thorns of Life       | New York, New York, SUA           | 2008-09                        | |
| Thought Riot             | California, SUA                   | 1997–2007                      | |
| Three Dollar Bill        | Chicago, Illinois, SUA            | 1998–prezent                   | |
| Thrice                   | Irvine, California, SUA           | 1998–prezent                   | |
| Throwdown                | Orange County, California, SUA    | 1997–prezent                   | |
| The Thumbs               | Baltimore, Maryland, SUA          | 1995–2002                      | |
| Tiger Army               | Berkeley, California, SUA         | 1995–prezent                   | A psychobilly band.                                                                                              |
| Tijuana Sweetheart       | Boston, Massachusetts, SUA        | 2005-12                        | |
| Tilt                     | East Bay, California, SUA         | 1992–2001                      | |
| Time Again               | Los Angeles, California, SUA      | 2004–prezent                   | An American street punk band that is heavily influenced by Rancid.                                               |
| Title Fight              | Kingston, Pennsylvania, SUA       | 2003–prezent                   | |
| Titus Andronicus         | Glen Rock, New Jersey, SUA        | 2005–prezent                   | Critically acclaimed punk/indie rock band.                                                                       |
| The Toasters             | New York, New York, SUA           | 1981–prezent                   | |
| Toe to Toe               | Sydney, Australia                 | 1992–prezent                   | |
| Too Rude                 | Hermosa Beach, California, SUA    |                                | |
| Total Chaos              | Pomona Valley, California, SUA    | 1989–prezent                   | An American hardcore punk band.                                                                                  |
| Totalitär                | Hudiksvall, Suedia                | 1984–2000, 2006–prezent        | |
| Die Toten Hosen          | Düsseldorf, Germania              | 1982–prezent                   | A German punk band.                                                                                              |
| Touché Amoré             | Los Angeles, California, SUA      | 2007–prezent                   | |
| The Tower of Dudes       | Prague, Czech Republic            | 2007–prezent                   | |
| Towers of London         | Londra, Anglia                    | 2004–prezent                   | |
| Toxic Narcotic           | Boston, Massachusetts, SUA        | 1989–prezent                   | A DIY hardcore punk band.                                                                                        |
| Toxic Reasons            | Dayton, Ohio, SUA                 | 1979–prezent                   | |
| Toy Dolls                | Sunderland, Tyne and Wear, Anglia | 1979–prezent                   | |
| Toys That Kill           | Los Angeles, California, SUA      | 1999–prezent                   | |
| Tragedy                  | Memphis, Tennessee, SUA           | 2000–prezent                   | |
| Los Traidores            | Montevideo, Uruguay               | 1986–2003                      | |
| Transplants              | California, SUA                   | 1999–2003, 2004–06             | A rapcore project made up by members of Rancid and Blink-182.                                                    |
| Trap Them                | Salem, New Hampshire, SUA         | 2001–prezent                   | An American band that blends Grindcore, crust punk and death metal.                                              |
| Trashlight Vision        | USA                               | 2004-07, 2011                  | |
| Trash Talk               | Sacramento, California, SUA       | 2005–prezent                   | |
| The Trashwomen           | San Francisco, California, SUA    | 1991-97, 2007-08               | |
| Treble Charger           | Sault Ste. Marie, Ontario, Canada | 1992–2006                      | A pop punk/alternative rock band.                                                                                |
| Tribe 8                  | San Francisco, California, SUA    | 1995–2005                      | |
| Tripface                 | New York, New York, SUA           | 1993-97                        | |
| Tři sestry               | Czech Republic                    |                                | |
| T.S.O.L.                 | Long Beach, California, SUA       | 1979–prezent                   | An American hardcore/horror punk band that later turned to hair metal. Initial stand for True Sounds of Liberty. |
| Tsunami Bomb             | Petaluma, California, SUA         | 1998–2005                      | |
| The Tuberkuloited        | Estonia                           | 1991-2007                      | |
| Tuesday                  | Chicago, Illinois, SUA            | 1996-98                        | |
| Turbonegro               | Oslo, Norvegia                    | 1998, 2002–prezent             | A glam punk band that combines hard rock and punk rock into a style the band describes as "deathpunk".           |
| Turning Point            | New Jersey, SUA                   | 1988-91                        | |
| Two Man Advantage        | Long Island, New York, SUA        | 1997-present                   | |
| TZN Xenna                | Varșovia, Polonia                 | 1981-87                        | |

## U
| Formația       | Origine                           | Ani activi              | Descriere sumară                                                                                                 |
| -------------- | --------------------------------- | ----------------------- | --- |
| UFX            | Blackpool, Anglia, UK             | 2000–prezent            | UK "junk rock" band.                                                                                             |
| U.K. Subs      | Londra, Anglia, UK                | 1976–prezent            | A band part of the original punk rock movement in England during the late 70's.                                  |
| The U-Men      | Seattle, Washington, SUA          | 1981–88                 | |
| Unbroken       | San Diego, California, SUA        | 1991-95, 2010           | |
| The Undead     | New Milford, New Jersey, SUA      | 1980–prezent            | An American horror punk band.                                                                                    |
| Undeclinable   | 's-Hertogenbosch, Olanda          | 1992–2009               | |
| The Undertones | Derry, Northern Ireland, UK       | 1976–83, 1999–prezent   | A punk rock and sometimes considered power pop or New Wave band.                                                 |
| Union 13       | East Los Angeles, California, SUA | 1992–prezent            | A hardcore punk band who incorporate elements of their Central American background in their music.               |
| The Units      | San Francisco, California, SUA    | 1978–84                 | |
| Unsane         | New York City, New York, SUA      | 1988–2000, 2003–prezent | |
| The Unseen     | Hingham, Massachusetts, SUA       | 1993–prezent            | An American street punk band.                                                                                    |
| Untouchables   | Washington, D.C., SUA             | 1979-81                 | |
| Unwritten Law  | San Diego, California, SUA        | 1990–prezent            | An American rock band.                                                                                           |
| Urban Waste    | New York, New York, SUA           | 1981-84                 | |
| Urinals        | Los Angeles, California, SUA      | 1978–prezent            | A punk rock band known for their minimalistic style in their lyrics, sometimes even referred to as "punk haiku". |
| U.S. Bombs     | Huntington Beach, California, SUA | 1993–prezent            | An American punk rock band.                                                                                      |
| Useless ID     | Haifa, Israel                     | 1995–prezent            | The most successful Punk Rock band in Israel                                                                     |

## V
| Formația                      | Origine                                   | Ani activi                    | Descriere sumară |
| ----------------------------- | ----------------------------------------- | ----------------------------- | --- |
| Vampire Lovers                | Brisbane, Australia                       | 1982–1984, 1988–1990          | A Brisbane punk rock group, which developed into a horror punk/heavy metal hybrid in their later period.                |
| The Vandals                   | Huntington Beach, California, SUA         | 1980–prezent                  | A punk band turned pop punk, well known for their use of humor and sarcasm.                                             |
| The Varukers                  | UK                                        | 1979–88, 1993–prezent         | A UK hardcore punk/anarcho-punk band.                                                                                   |
| Vatican Commandos             | Darien Connecticut, SUA                   | 1982–85                       | A hardcore punk band of which Moby was a member.                                                                        |
| Vennaskond                    | Tallinn, Estonia                          | 1984–2006, 2007–prezent       | |
| Venomous Concept              | New York, New York, SUA                   | 1989–prezent                  | |
| Verbal Abuse                  | San Francisco, California, SUA            | 1981–95, 2005–prezent         | A hardcore punk band.                                                                                                   |
| Verse                         | Providence, Rhode Island, SUA             | 2003-09, 2011 – present       | |
| The Vibrators                 | Londra, Anglia                            | 1976–prezent                  | |
| Vice Squad                    | Bristol, Anglia                           | 1978–85, 1997–prezent         | Female fronted punk rock band.                                                                                          |
| The Victims                   | Perth, Australia                          | 1977–79                       | |
| Victims of Circumstance       | Clearwater, Florida, SUA                  | 2007–prezent                  | A punk-ska band known for blending pop-hooks with a unique style of ska.                                                |
| The Viletones                 | Toronto, Ontario, Canada                  |                               | |
| The Vindictives               | Chicago, Illinois, SUA                    | 1991-96, 99                   | |
| The Virus                     | Philadelphia, Pennsylvania, SUA           | 1998–2004                     | A street punk band. |
| Virus Nine                    | Medford, Oregon, SUA                      | 1996-2010                     | |
| Los Violadores                | Buenos Aires, Argentina                   | 1981–92                       | An early Latino-American punk band, founded during Argentina's "El Proceso" military dictatorship.                      |
| Violent Delight               | St Albans, Hertfordshire, UK              | 2000–prezent                  | |
| Violent Femmes                | Milwaukee, Wisconsin, SUA                 | 1980–prezent                  | A folk punk band consisting of three members. Although still active, they had not released any new material since 2000. |
| Vision of Disorder            | Long Island, New York City, New York, SUA | 1992–2002, 2006, 2008–prezent | |
| Richard Hell and the Voidoids | New York City, New York, SUA              | 1976–79, 1982–84, 1990, 2000  | |
| Le Volume Était Au Maximum    | Montreal, Quebec, Canada                  | 2000–prezent                  | |
| Voodoo Glow Skulls            | Riverside, California, SUA                | 1988–prezent                  | An American ska punk band.                                                                                              |
| Voorhees                      | Durham, County Durham, Anglia             | 1990–2001                     | |
| Void                          | Washington D.C., SUA                      | 1979-83                       | |

## W
| Formația                             | Origine                                                  | Ani activi                                | Descriere sumară                                                                                                |
| ------------------------------------ | -------------------------------------------------------- | ----------------------------------------- | --- |
| The Wall                             | Wallsend, Tyne and Wear, Anglia, UK                      | 1978–83                                   | |
| The Waltons                          | Isle of Wight, Anglia                                    |                                           | |
| Les Wampas                           | Paris, Franța                                            | 1983–prezent                              | A pop punk/psychobilly band that refers to their music as "Yé-yé punk".                                         |
| Warzone                              | Lower East Side, Manhattan, New York City, New York, SUA | 1982-97                                   | |
| Wasted Youth                         | Los Angeles, California, SUA                             | 1981-88                                   | |
| Wayne County & the Electric Chairs   | New York City, New York, SUA                             |                                           | |
| Wavves                               | Los Angeles, California, SUA                             | 2008–prezent                              | A lo fi punk rock project started by Nathan Williams and also includes members from Jay Reatard's band.         |
| WC                                   | Miastko, Polonia                                         | 1981–prezent                              | |
| Wednesday 13                         | Charlotte, North Carolina, SUA                           | 1992–prezent                              | |
| Wednesday Night Heroes               | Edmonton, Alberta, Cananda                               | 1997–prezent                              | |
| The Weirdos                          | Los Angeles, California, SUA                             | 1976–81, 1986, 1990, 2004–05              | |
| Westbound Train                      | Boston, Massachusetts, SUA                               | 2001–prezent                              | |
| Western Addiction                    | San Francisco, California, USA                           | 2003-06                                   | |
| Weezer                               | Los Angeles, California, SUA                             | 1992–prezent                              | A band that started out playing pop punk, Alternative rock and then in 2010 indie pop.                          |
| The Wedding                          | Fayetteville, Arkansas, SUA                              | 2003–prezent                              | A christian punk band from Fayetteville, Arkansas.                                                              |
| White Cross                          | Richmond, Virginia, SUA                                  | 1980-84                                   | |
| White Flag                           | Inland Empire, California, SUA                           | 1982–prezent                              | |
| The White Stripes                    | Detroit, Michigan, SUA                                   | 1997–2011                                 | |
| White Trash Debutantes               | San Francisco, California, SUA                           | 1989–prezent                              | |
| Whole Wheat Bread                    | Jacksonville, Florida, SUA                               | 2003–prezent                              | An American pop punk/rapcore group who was toured with bands such as Big D and the Kids Table and The Aquabats. |
| The Wildhearts                       | Newcastle upon Tyne, Anglia                              | 1989–97, 2001–05, 2006–10                 | |
| A Wilhelm Scream                     | New Bedford, Massachusetts, SUA                          | 1996–prezent                              | Formerly known as Smackin' Isaiah and Koen                                                                      |
| The Wipers                           | Portland, Oregon, SUA                                    | 1977–2001                                 | |
| Wire                                 | Londra, Anglia                                           | 1976–80, 1985–92, 1999–2004, 2006–prezent | An influential band, especially in the development of the post-punk genre.                                      |
| Wisdom In Chains                     | Stroudsburg, Pennsylvania, SUA                           | 2002–prezent                              | |
| WIZO                                 | Sindelfingen, Germania                                   | 1985–2005                                 | |
| włochaty                             | Szczecin, Poland                                         | 1987–prezent                              | |
| Wolfbrigade                          | Suedia                                                   | 1995–2004, 2007–prezent                   | |
| The Wonder Years                     | Lansdale, Pennsylvania, SUA                              | 2005–prezent                              | |
| World Burns to Death                 | Austin, Texas, SUA                                       | 2000–prezent                              | |
| The World/Inferno Friendship Society | Brooklyn, New York, SUA                                  | 1996–prezent                              | |
| Wrangler Brutes                      | Los Angeles, California, SUA                             | 2003-04                                   | |
| The Wynona Riders                    | East Bay, California, SUA                                | 1988–prezent                              | |

## X
| Formația        | Origine                 | Ani activi                   | Descriere sumară                                                              |
| --------------- | ----------------------- | ---------------------------- | ----------------------------------------------------------------------------- |
| X               | Australia               | 1977–prezent                 |                                                                               |
| X               | SUA                     | 1977–93, 2004–prezent        |                                                                               |
| xDISCIPLEx A.D. | Erie, Pennsylvania, SUA | 1995–2004                    |                                                                               |
| X!NK            | Belgia                  | 2001–prezent                 |                                                                               |
| X-Pistols       | California, SUA         | 2010–prezent                 |                                                                               |
| X-Pulsion       | Brussels, Belgia        | 1977-78                      |                                                                               |
| X-Ray Spex      | Londra, Anglia, UK      | 1976–79, 1991, 1995–96, 2008 | A punk band that featured Poly Styrene on vocals and Lora Logic on saxophone. |

## Y
| Formația                  | Origine                                           | Ani activi              | Descriere sumară |
| ------------------------- | ------------------------------------------------- | ----------------------- | --- |
| Yeah Yeah Yeahs           | New York City, New York, SUA                      | 2000–prezent            | |
| Yellowcard                | Jacksonville, Florida, SUA                        | 1997–2008, 2010–prezent | |
| Yidcore                   | Australia                                         | 2001-09                 | |
| You Me At Six             | Surrey, UK                                        | 2006–prezent            | |
| Youngblood Brass Band     | Madison, Wisconsin, SUA                           | 1997–prezent            | |
| Young Canadians           | Vancouver, British Columbia, Canada               | 1979–80                 | |
| The Young and the Useless | New York, New York, SUA                           | 1980-84                 | |
| Young Werewolves          | Philadelphia, Pennsylvania, SUA                   | 2002–prezent            | |
| Your Heart Breaks         | Bellingham, Washington, SUA                       | 1999–prezent            | A "collaborative music project"—with over 50 members in the lower 48 states—that plays a blend of indie rock, folk and punk, with electronic influence      |
| Youth Brigade             | Hollywood, Los Angeles, California, SUA           | 1980–prezent            | An American hardcore band consisting of three brothers. |
| Youth Brigade             | Washington, D.C., SUA                             | 1981                    | |
| Youth Defense League      | New York, New York, SUA                           | 1986–prezent            | |
| Youth Gone Mad            | Los Angeles, California / New York, New York, SUA | 1980–prezent            | |
| Youth in Asia             | UK                                                |                         | |
| Youth of Today            | New York City, New York, SUA                      | 1985–90                 | A straight edge New York/positive hardcore punk band. |
| The Yuppie Pricks         | Austin, Texas, SUA                                | 1999–prezent            | A comedy punk band that reverses the traditional "working class punk" ethos and instead flaunts their wealth and affluence, in a comical, over-the-top way. |

## Z
| Formația       | Origine                         | Ani activi              | Descriere sumară         |
| -------------- | ------------------------------- | ----------------------- | ------------------------ |
| Zbogom Brus Li | Novi Sad, Vojvodina, Serbia     | 1992–2000, 2005–prezent |                          |
| Zebrahead      | La Habra, California, SUA       | 1996–prezent            | A rapcore/ska punk band. |
| Zegota         | Greensboro, North Carolina, SUA | 1997–prezent            |                          |
| Zeke           | Seattle, Washington, SUA        | 1993–prezent            |                          |
| The Zeros      | Chula Vista, California, SUA    | 1976-80                 |                          |
| The Zeros      | UK                              | 1977                    |                          |
| Zero Boys      | Indianapolis, Indiana, SUA      | 1979–86, 1990–93        | A hardcore punk band.    |
| Zikney Tzfat   | Tel Aviv, Israel                | 1990-96                 |                          |
| Zóna A         | Bratislava, Slovacia            | 1984–prezent            |                          |
| Zounds         | Reading, Berkshire, Anglia      | 1977–82, 2001–prezent   |                          |